# Sweet Disposition
"Sweet Disposition" é uma música da banda australiana de indie rock The Temper Trap. Descrita por críticos como um "hino indie", a canção foi escrita por Dougy Mandagi e Lorenzo Silitto. Após seu lançamento, atingiu a décima-quarta posição na Austrália e chegou ao top 10 na Flandres, Irlanda e Reino Unido. O interesse pela música foi renovado depois que ela foi incluída na trilha sonora do filme (500) Days of Summer (2009), alcançando eventualmente a nona posição na parada Billboard Alternative Songs nos Estados Unidos.

## Tabelas
| Paradas musicais (2009–2012)                            | Melhor posição |
| ------------------------------------------------------- | -------------- |
| Austrália (ARIA)                                        | 14             |
| Bélgica (Ultratop 50 de Flandres)                       | 6              |
| Bélgica (Ultratip Bubbling Under da Valônia)            | 13             |
| Irlanda (IRMA)                                          | 8              |
| Itália (EarOne)                                         | 2              |
| Países Baixos (Dutch Top 40)                            | 32             |
| Países Baixos (Single Top 100)                          | 54             |
| Nova Zelândia (Recorded Music NZ)                       | 34             |
| Escócia (Scottish Singles Chart)                        | 6              |
| Reino Unido (UK Singles Chart)                          | 6              |
| Reino Unido (OCC UK Indie)                              | 1              |
| Estados Unidos (Bubbling Under Hot 100 Singles)         | 8              |
| Estados Unidos (Billboard Dance Club Songs)             | 3              |
| Estados Unidos (Billboard Dance/Mix Show Airplay)       | 1              |
| Estados Unidos (Billboard Hot Rock & Alternative Songs) | 17             |